# Alexander Zorniger
Alexander Zorniger (Mutlangen, 8 oktober 1967) is een Duits voetbaltrainer. Hij was van mei 2016 tot februari 2019 coach van Brøndby IF in Denemarken. Eerder trainde hij RB Leipzig en VfB Stuttgart.

## Carrière
Als voetballer speelde Zorniger voor SV Bonlanden, dat uitkwam in de Oberliga Baden-Württemberg, destijds het vierde Duitse niveau. Hij beëindigde in 2002 zijn actieve loopbaan en werd trainer. Hij werkte van 2004 tot 2009 als trainer van 1. FC Normannia Gmünd, eveneens in de Oberliga Baden-Württemberg, was vervolgens kortstondig assistent-trainer bij VfB Stuttgart en leidde daarna van 2010 tot 2012 SG Sonnenhof Großaspach in de Regionalliga Süd. 
In 2012 werd Zorniger aangesteld als trainer van het ambitieuze RB Leipzig. Hij leidde deze ploeg van de Regionalliga Nordost (vierde niveau in Duitsland) naar de 2. Bundesliga (tweede niveau). Vervolgens werd hij in 2015 door VfB Stuttgart gepresenteerd als de nieuwe trainer en opvolger van de Nederlander Huub Stevens. De laatste had de club voor het tweede jaar op rij voor degradatie weten te behoeden. Op 24 november 2015 werd Zorniger ontslagen en opgevolgd door Jürgen Kramny. 
Op 17 mei 2016 werd Zorniger gepresenteerd als hoofdcoach van het Deense Brøndby IF, waarmee hij in 2017 en 2018 tweede werd in de competitie en in 2018 de Deense beker won. In februari 2019 werd hij ontslagen bij deze club, daags nadat verloren werd van Esbjerg fB. Brøndby stond op dat moment vierde.